# 丁绍轼
丁紹軾（1575年—1626年），字文遠，號東鶴，直隸池州府貴池縣人，明朝政治人物。

## 生平
萬曆二十二年（1594年）甲午科應天鄉試第二十名舉人，三十五年（1607年）中式丁未科會試第一百九十八名，三甲第一百十二名進士。刑部觀政，考選翰林院庶吉士，三十七年（1609年）授翰林院檢討，三十八年（1610年）丁憂。四十一年（1613年）復原職，四十六年（1618年）任福建鄉試正考官，四十七年（1619年）養病。天啟元年（1621年）升左贊善，二年（1622年）升右諭德，四年（1624年）升右庶子，掌右春坊印，五年（1625年）升少詹事，纂修實錄，同年升禮部右侍郎兼翰林院侍讀學士，充經筵講官，八月升禮部尚書兼東閣大學士，九月加太子太保，進文淵閣大學士，充實錄總裁。丁紹軾與熊廷弼有過節，陷熊廷弼於死。六年（1626年）三月初五日，宦官劉應坤鎮守山海關，丁紹軾、兵部尚書王永光等力諫，明熹宗不聽。四月加少保，改戶部尚書，進武英殿大學士，四月二十三日卒，贈太傅，諡文恪。

## 著作
著有《丁文遠集》。

## 家族
曾祖丁倫；祖父丁魁，壽官；父丁旦，字惟寅，號海陽，萬曆十年任衡州府通判，十一年春卒於官。母張氏。慈侍下。兄丁紹皋、丁紹伊、丁紹轅。妻陳氏，袁州府知府陳鈇孫女。子丁煜、丁爟、丁燿。